# 박원식 (만주보민회)
박원식(朴元植, ? ~ 1924년 6월 7일)은 일제강점기 당시 만주 지역에서 만주보민회 간부로 활동했던 인물이다.

## 생애
본적지와 태어난 해에 대해서는 알려져 있지 않다. 1920년에 결성된 만주보민회에 재직하면서 모습을 드러냈다. 박원식은 만주보민회 본부에서 일하는 동시에 랴오닝성 싱징(興京, 흥경)에 설치된 싱징지부의 간사를 맡았다.
1920년 7월에 콴뎬 현에서 항일 부대의 여러 근거지를 공격하는 토벌 활동에 직접 가담했다. 만주보민회는 3·1 운동에 대한 반동으로 생긴 일종의 밀정 단체로서 일본 영사관의 치안력이 미치지 않는 남만주 지역에서 항일 운동을 탄압하는 역할을 했다.
1921년에는 중국과 일본이 함께 구성한 중일합동조사반에 가담하여 각종 정보 수집 활동을 벌였다. 이러한 활동은 만주보민회가 해산된 1924년 4월까지 계속되어 일본 정부로부터 해산분배금으로 375원을 받았다. 일본 측 평가에 따르면 박원식은 위험지에 여러 차례 출동하는 등 공적이 두터운 것으로 되어 있다.
만주보민회가 해산된 지 얼마 지나지 않은 1924년 6월에 만주보민회 초대 회장을 지낸 최정규의 자택이 항일 세력의 습격을 받은 사건이 일어났다. 이때 최정규는 몸을 피해 목숨을 건졌으나 최정규의 장모와 박원식은 박희광이 이끄는 조선의용군에 의해 사살되었다. 박원식은 최정규와 동행하여 불량배를 소탕한다며 싱징(흥경)의 기독교 신자들을 잔인하게 살해하고 교회와 학교 및 민가에 불을 지르는 등 행패를 부려 원한을 산 바 있었으며, 이때 최정규의 집에서 서기로 일하고 있었다.

## 사후
- 2007년 대한민국 친일반민족행위진상규명위원회가 선정한 친일반민족행위 195인 명단에 포함되었으며, 2008년 발표된 민족문제연구소의 친일인명사전 수록예정자 명단에도 포함되었다.

## 같이 보기
- 만주보민회

## 참고자료
- 친일반민족행위진상규명위원회 (2007년 12월). 〈박원식〉 (PDF). 《2007년도 조사보고서 II - 친일반민족행위결정이유서》. 서울. 2138~2145쪽쪽. 발간등록번호 11-1560010-0000002-10. [깨진 링크(과거 내용 찾기)]